# Хејмаркет (Вирџинија)
Хејмаркет (Вирџинија) (енгл. Haymarket) град је у америчкој савезној држави Вирџинија. По попису становништва из 2010. у њему је живело 1.782 становника.

## Демографија
Према попису становништва из 2010. у граду је живело 1.782 становника, што је 903 (102,7%) становника више него 2000. године.
| Група             | 2000.       | 2010.         |
| Белци             | 795 (90,4%) | 1.207 (67,7%) |
| Афроамериканци    | 47 (5,3%)   | 145 (8,1%)    |
| Азијати           | 7 (0,8%)    | 180 (10,1%)   |
| Хиспаноамериканци | 24 (2,7%)   | 173 (9,7%)    |
| Укупно            | 879         | 1.782         |